# Eyeless in Gaza
Gli Eyeless in Gaza sono un gruppo musicale inglese composto da Martyn Bates e Peter Becker formato a Nuneaton nel 1980. Sono considerati un band di culto per l'originalità della loro proposta musicale  per la fusioni di post punk, art rock, musica ambient e psichedelia.

## Storia degli Eyeless in Gaza
Fondato nel 1980 nel contesto del post punk di Nuneaton, il duo ha proseguito l'attività fino senza interruzioni, salvo un periodo tra il 1987 ed il 1993 dove Bates ha seguito un proprio progetto da solista. La band, che prese il nome dall'omonimo romanzo pubblicato nel 1936 da Aldous Huxley, ha realizzato 16 album oltre ad alcuni EP e raccolte. Tra questi l'album d'esordio Photographs As Memories, considerato il migliore, pubblicato nel 1981 per la Cherry Red Records e contenente il loro anthem Seven Years.
Dopo il primo album, la band prese gradualmente le distanze dalla scena post punk, sviluppando sonorità sempre più personali e ricercate.
Molte poi le collaborazioni della band: This Mortal Coil, Anne Clark, Orchis, Mick Harris, Bill Laswell, Genesis Breyer P-Orridge, Techno Animal e Jah Wobble.
Ristampato Eyeless In Gaza - Photographs as memories da Spittle Records nel 2023. 

## Discografia

### Album in studio
- 1981 – Photographs as Memories
- 1981 – Caught in Flux
- 1982 – Pale Hands I Loved So Well
- 1982 – Drumming the Beating Heart
- 1983 – Rust Red September
- 1986 – Back from the Rains
- 1993 – Fabulous Library
- 1994 – Saw You in Reminding Pictures
- 1995 – Bitter Apples
- 1996 – All Under the Leaves, the Leaves of Life
- 2000 – Song of the Beautiful Wanton
- 2006 – Summer Salt & Subway Sun
- 2010 – Answer Song & Dance
- 2011 – Everyone Feels Like a Stranger
- 2012 – Butterfly Attitude
- 2014 – Mania Sour

### Raccolte
- 1987 – Kodak Ghosts Run Amok-–Chronological Singles, etc., 1980-86
- 1990 – Transience Blues
- 1992 – Orange Ice & Wax Crayons
- 1993 – Voice; The Best of Eyeless in Gaza
- 2002 – Sixth Sense: The Singles Collection
- 2003 – Home Produce-Country Bizarre (con Lol Coxhill)
- 2005 – No Noise: The Very Best of Eyeless in Gaza
- 2010 – Plague of Years
- 2012 – Orange Ice & Wax Crayons

### EP
- 1980 – Kodak Ghosts Run Amok
- 1981 – Invisibility
- 1981 – Others
- 1986 – Kiss the Rains Goodbye
- 1995 – Streets I Ran

### Singoli
- 1982 – Veil Like Calm
- 1983 – New Risen
- 1984 – Sun Bursts In
- 1985 – Welcome Now
- 2009 – Shorepoem

## Videografia
- 1994 – Street Lamps n' Snow(concerto a Le Havre del 1982)
- 2005 – Saw You in Reminding Pictures (Cherry Red) - DVD del precedente concerto con in aggiunta i videoclip promozionali di Veil Like Calm e New Risen e sei tracce tratte da un concerto all'Isola Of Wight nel 2004